# 434 (szám)
A 434 (római számmal: CDXXXIV) egy természetes szám, szfenikus szám, a 2, a 7 és a 31 szorzata.

## A szám a matematikában
A tízes számrendszerbeli 434-es a kettes számrendszerben 110110010, a nyolcas számrendszerben 662, a tizenhatos számrendszerben 1B2 alakban írható fel.
A 434 páros szám, összetett szám, azon belül szfenikus szám, kanonikus alakban a 21 · 71 · 311 szorzattal, normálalakban a 4,34 · 102 szorzattal írható fel. Nyolc osztója van a természetes számok halmazán, ezek növekvő sorrendben: 1, 2, 7, 14, 31, 62, 217 és 434.
A 434 négyzete 188 356, köbe 81 746 504, négyzetgyöke 20,83267, köbgyöke 7,57117, reciproka 0,0023041. A 434 egység sugarú kör kerülete 2726,90242 egység, területe 591 737,82586 területegység; a 434 egység sugarú gömb térfogata 342 418 955,2 térfogategység.